# Comunidade (divisão administrativa)
Uma comunidade é uma divisão administrativa encontrada na Bélgica, Canadá, Geórgia, Grécia, Islândia, País de Gales, e the Mandatos de Classe A da Liga das Nações.